# 東環 (香港)

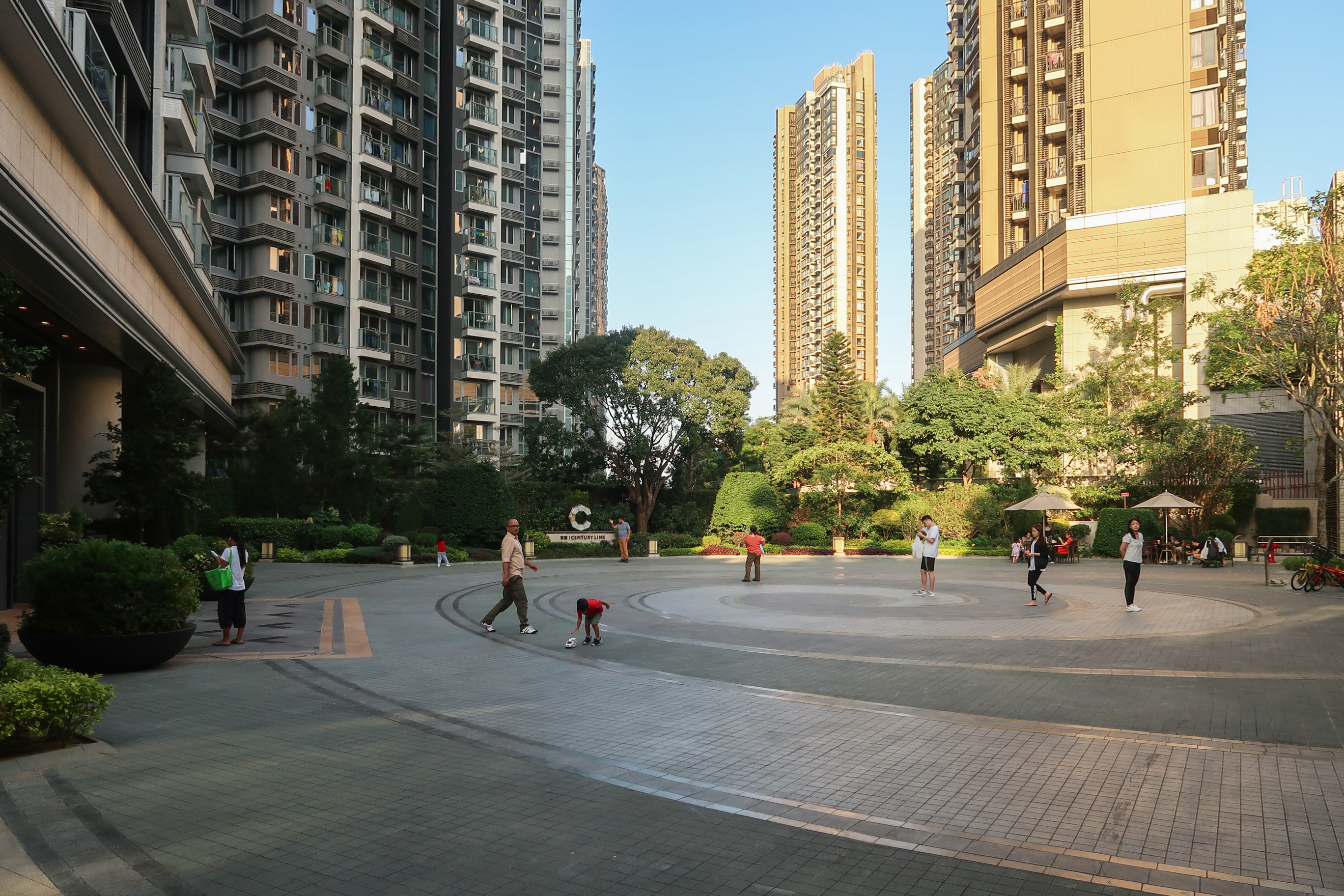
入口廣場

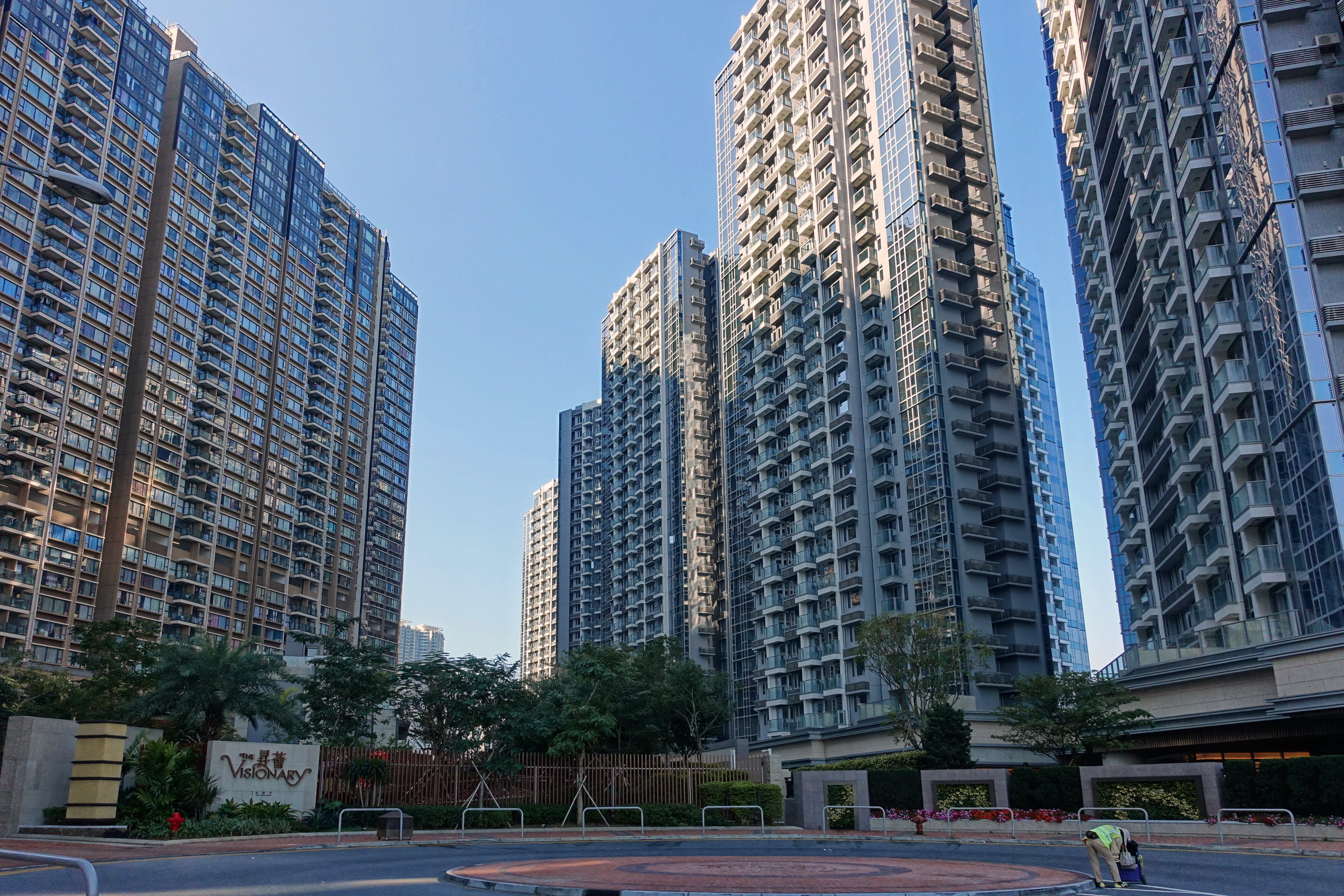
昇薈（左方）和東環（右方）

東環（英語：Century Link），位於香港新界大嶼山東涌迎康街6號的私人住宅項目，由新鴻基地產於2011年7月28日以37億7千萬港元投得。根據政府規定，項目要興建不少於2020個住宅單位，並限定單位的面積，以滿足市民對住屋的需求。東環毗鄰昇薈、裕雅苑、迎東邨、港珠澳大橋香港接線、屯門至赤鱲角連接路及擬建的東涌東站，是新鴻基地產第一個在東涌獨資興建的大型住宅發展項目，由王董建築師事務設計，由新輝城建工程負責承建。物業分為兩期發展，合共提供2339個住宅單位。
第一期於2015年初開售，物業在2016年11月入伙，示範單位設於九龍環球貿易廣場。

## 設施
東環會所佔地約19萬方呎，分為兩部分。Club Century位於第2座和第6座基座，設施包括24小時開放健身室，內設拳擊擂台、健身單車機、跑步機等設備。其他設施包括保齡球場、2個羽毛球場、卡拉OK派對室、麻雀室、報刊閱覽區、2個約25米長戶外游泳池及約20米長室內游泳池。而佔地6,000平方呎的天際會所Sky Link位於第2座頂層（28及29樓），可享機場海景及飛機升降景。該處設露天雅座、大型宴會廳、空中酒廊及卡拉OK房。
另外，發展商提供e-locker服務，住戶在eBay或淘寶網購物，可直接儲存在屋苑儲物櫃。住客亦可透過智能手機預約屋苑各項服務。

## 商場
樓高兩層，以街舖為主，租戶包括萬寧、日本城、Fusion、Starbucks、客家好棧、大快活、美心西餅等大型連鎖店和食肆。商場外設有廣場，可往住宅入口。

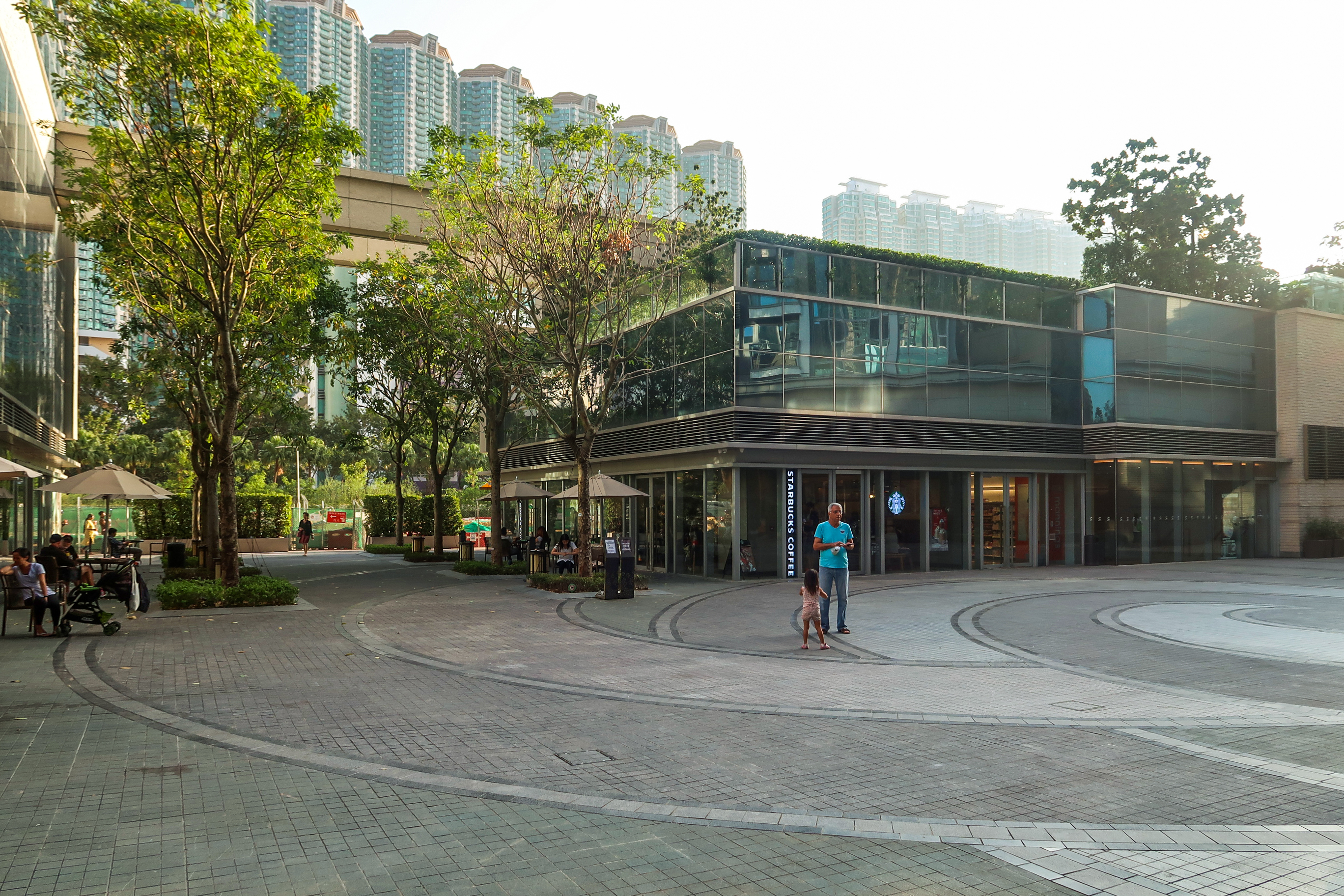
商場外的廣場
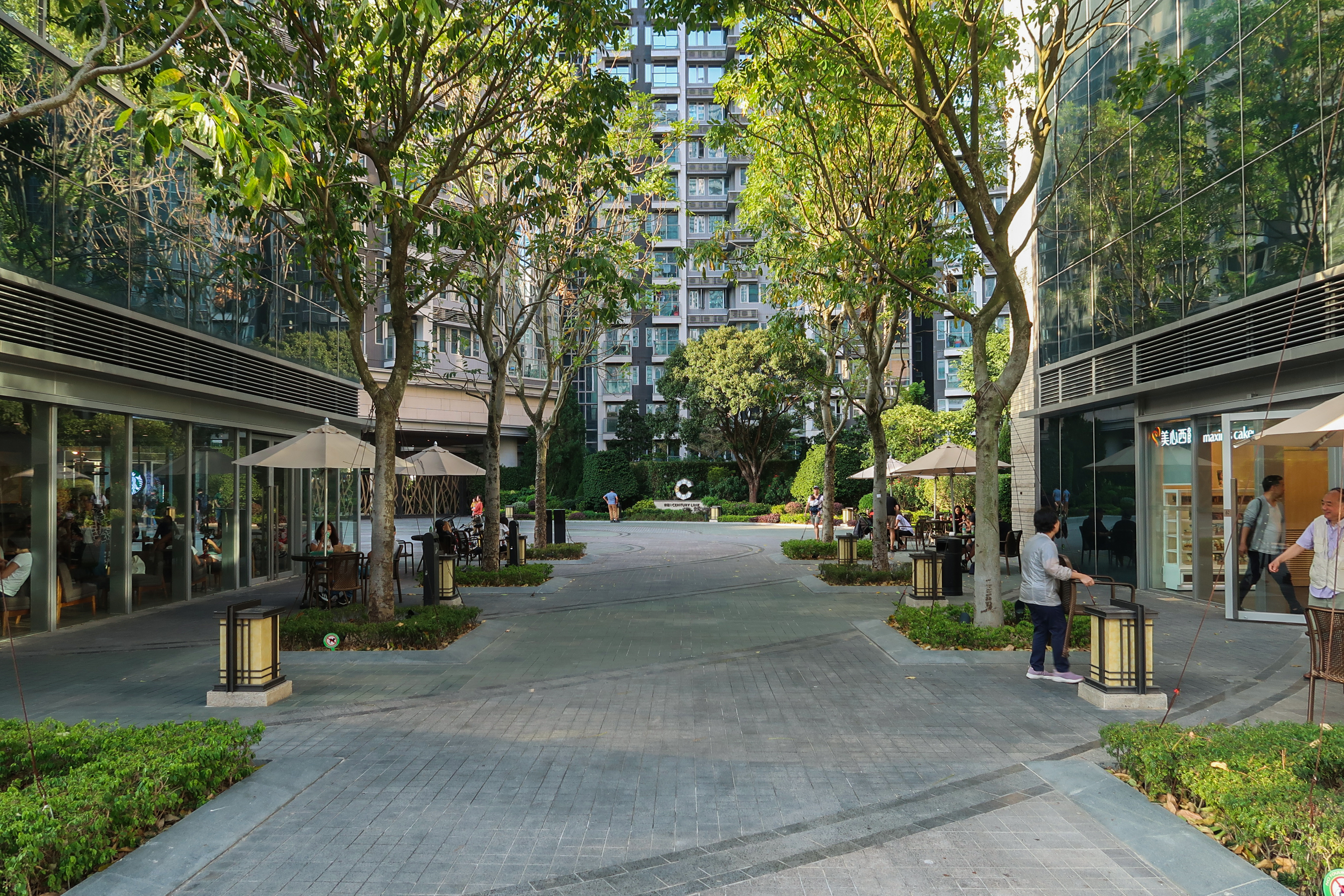
商場外的閒座區可通往住宅入口
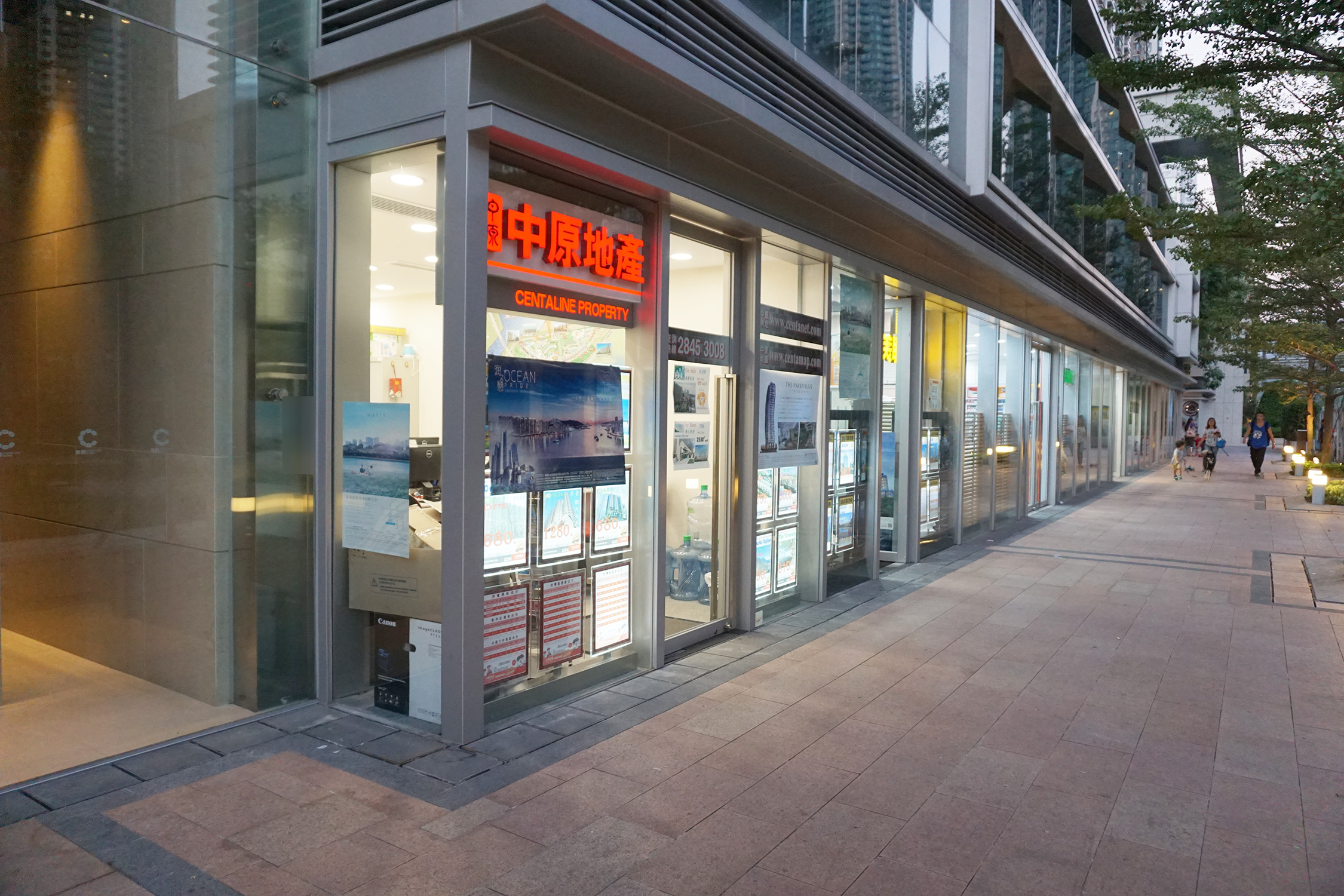
地產代理
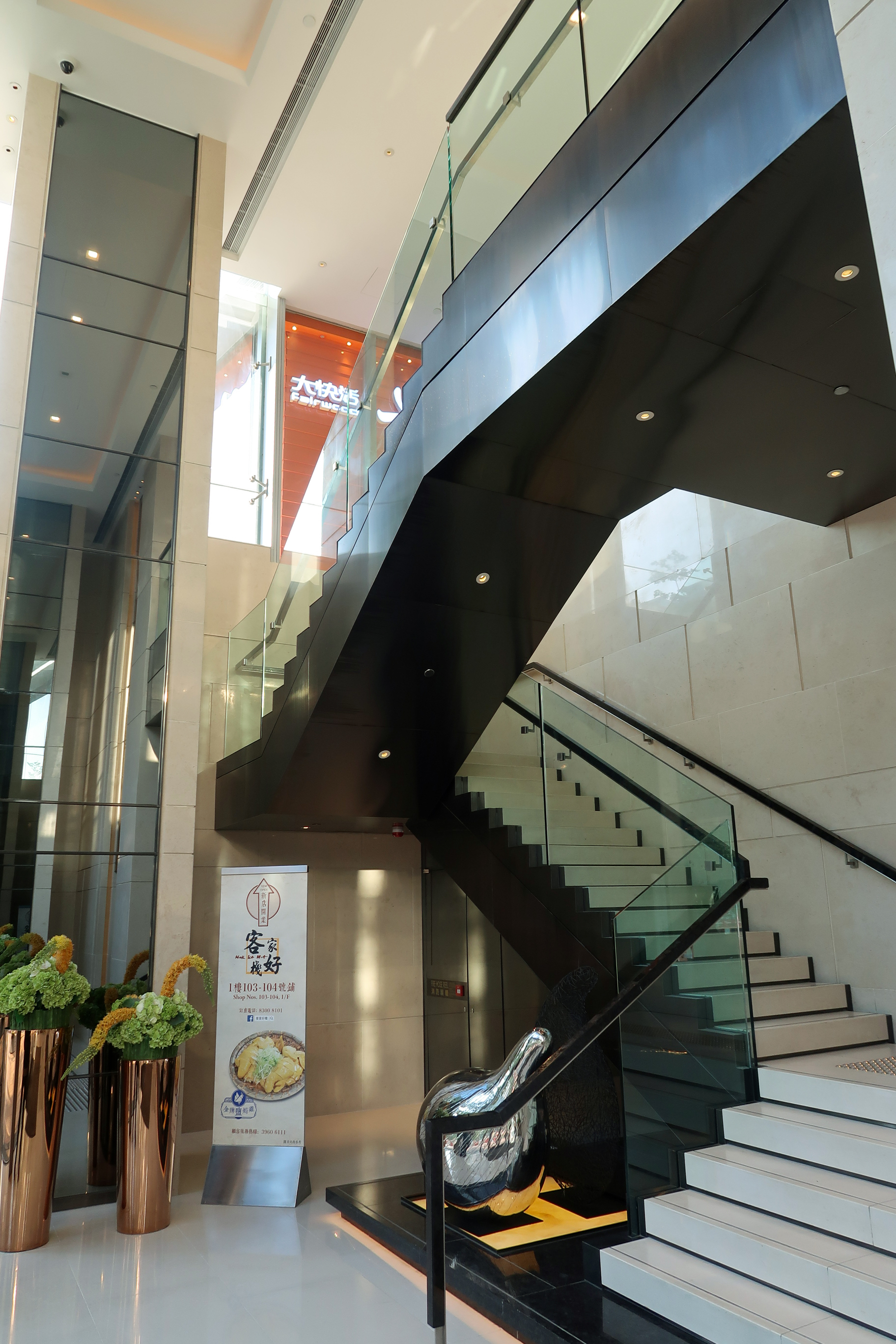
往商場1樓入口大堂
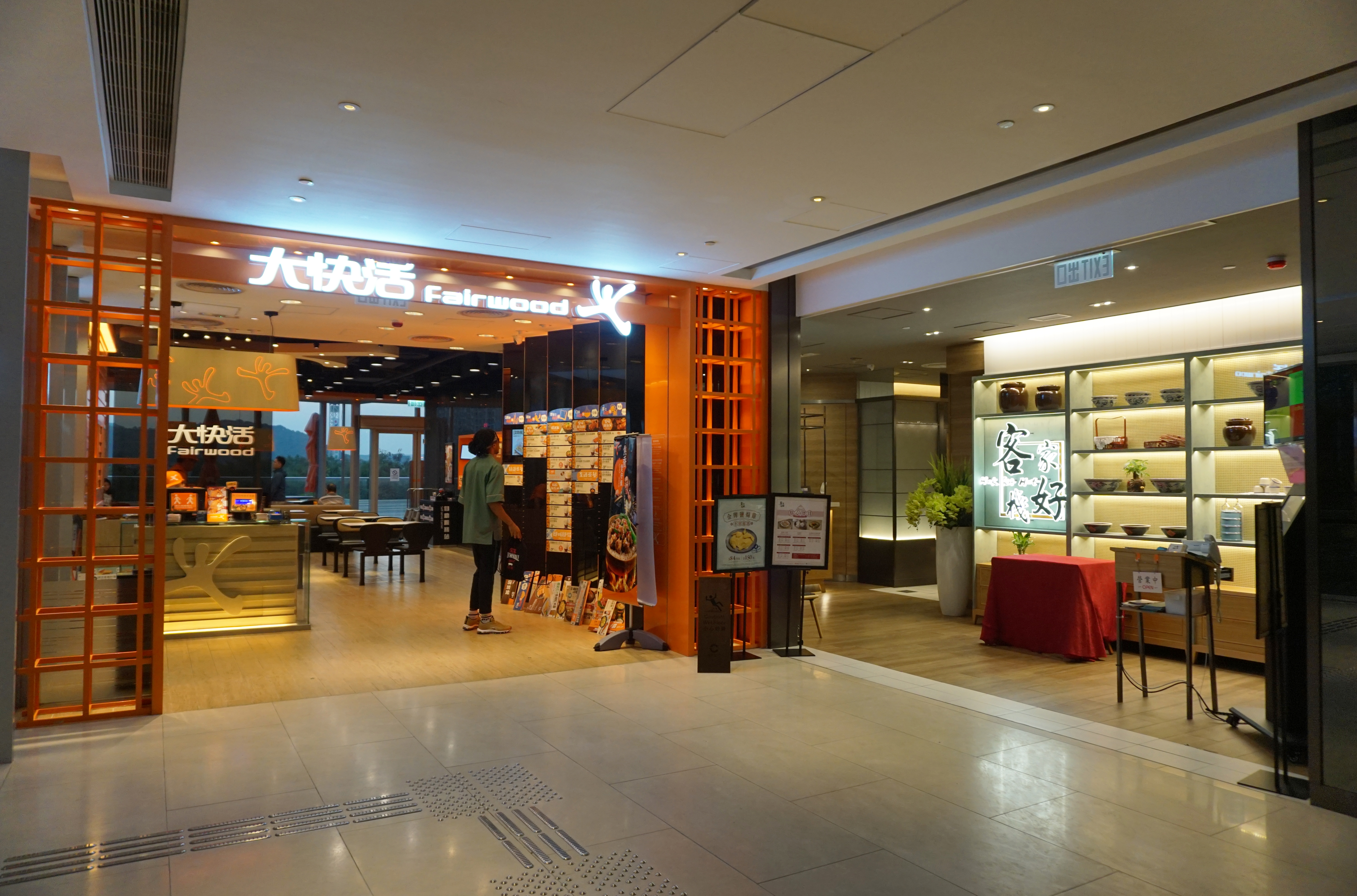
1樓大快活及客家好棧

## 知名住戶
- 蔡耀昌

## 交通

### 居民巴士服務
- 路線NR05
  - 東環 ↔ 東涌站巴士總站

2018年3月20日，立法會議員（新界西）田北辰在其個人面書專頁上指出東環的居民巴士服務申請快將有好消息，並會盡快就隔鄰昇薈的居民巴士服務計劃再向政府當局提出申請，揚言「有機會成功」 。翌日下午五時半，東環管理公司宣佈運輸署原則上同意東環的居民巴士服務申請，於每星期七日上午六時三十分至九時三十分，及下午六時至九時開辦東環至富東邨（富東街）（東涌站 D 出口步行約兩分鐘）的循環線居民巴士服務，每15分鐘一班車。2018年4月9日，NR05線正式投入服務。2018年8月1日，運輸署批准服務時間延長至每星期七日上午六時三十分至十一時三十分，及下午五時三十分至晚十時三十分，班次加密至十分鐘一班。2020年4月5日，因應新東涌站巴士總站落成，NR05線於東涌市中心的巴士站已於當天早上首班車起遷移至該總站內。

## 興建圖像

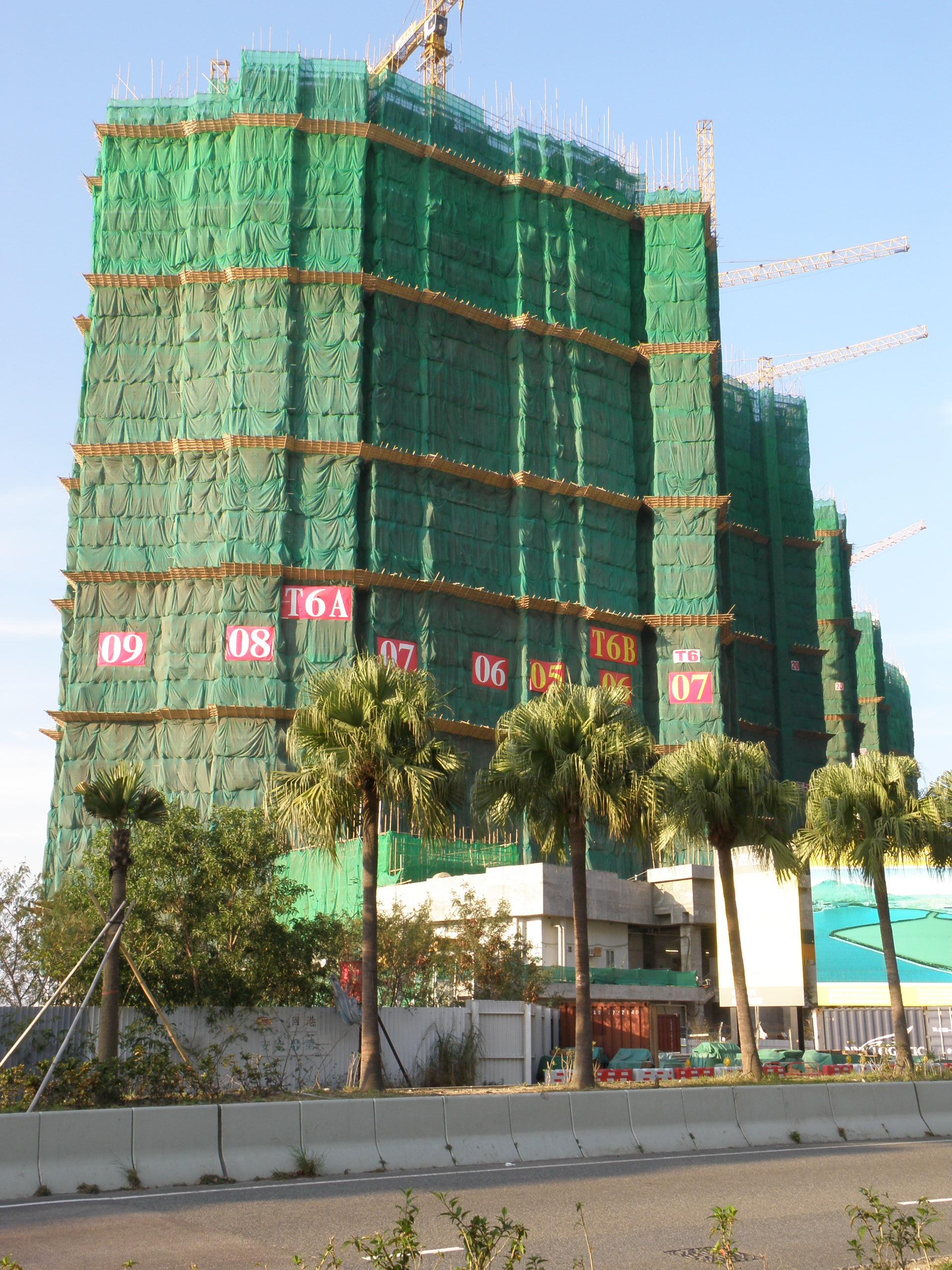
2015年3月
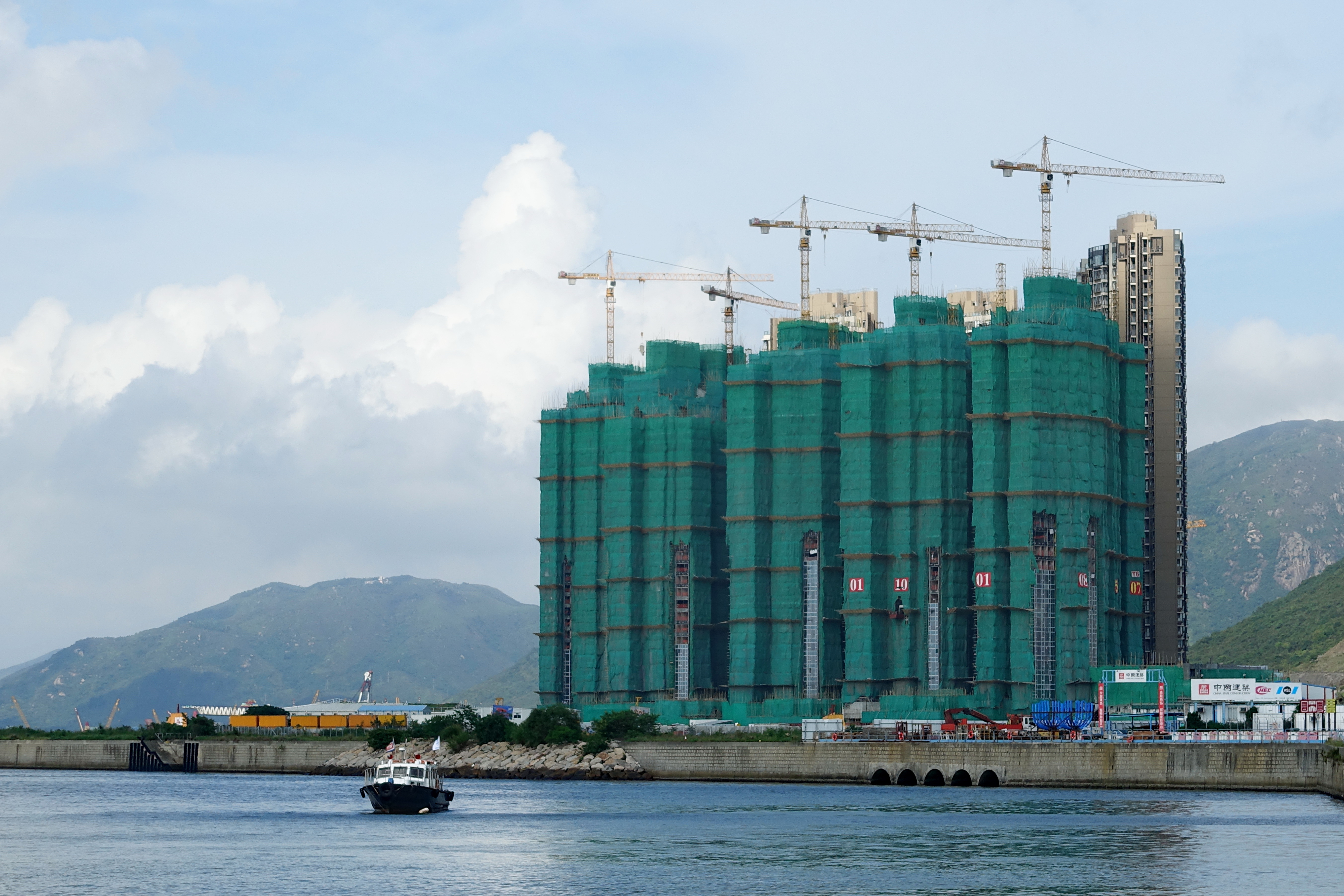
2015年5月
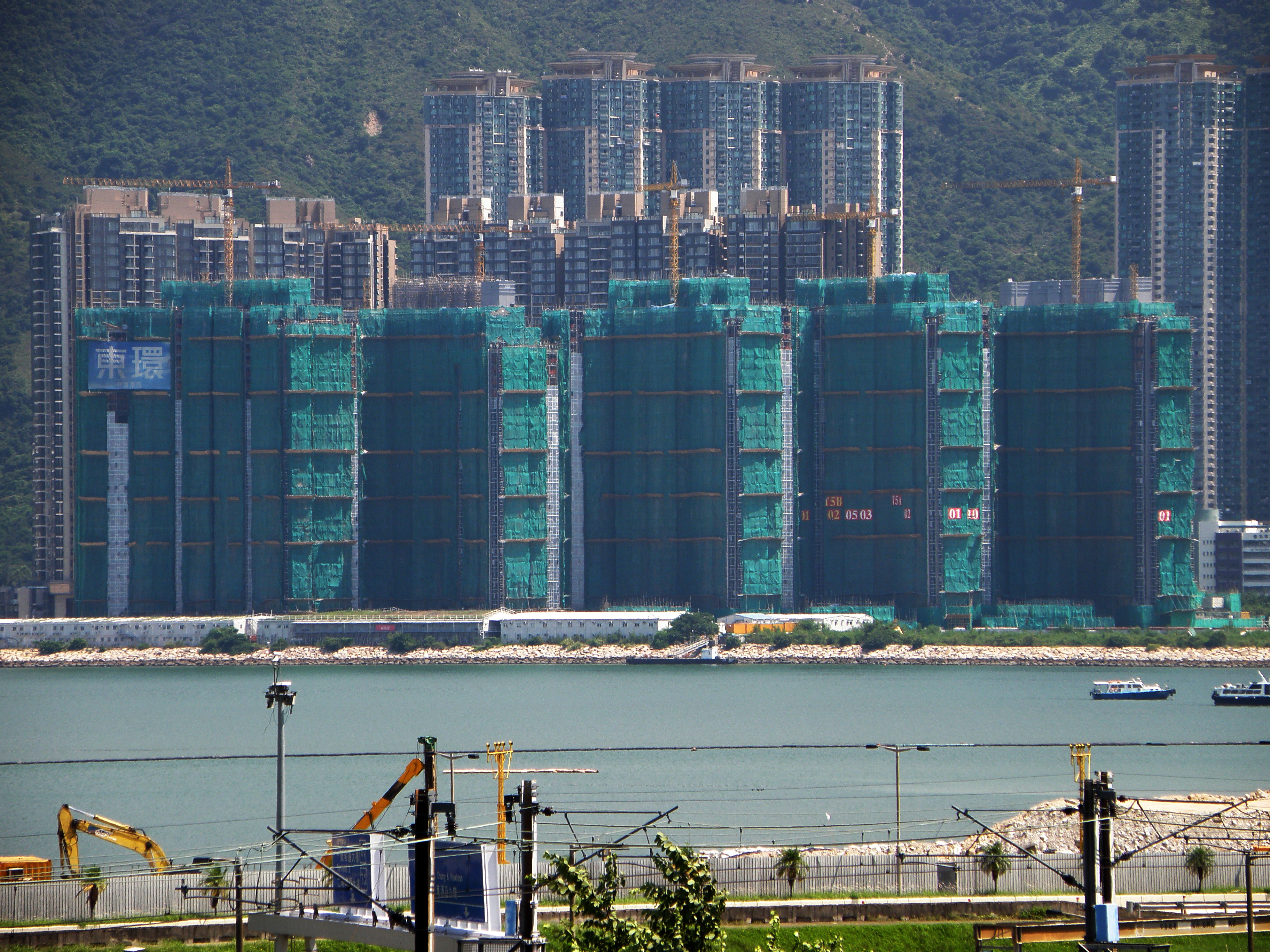
2015年9月

## 周邊設施
屋苑旁為南豐集團發展的昇薈，昇薈附設商場，商戶包括超級市場、食肆及幼稚園等。另外屋苑北面為東涌東市區擴展的填海區，未來將會有更多商業大廈、住宅、購物中心及學校落成。此外，屋苑旁亦已建成並開業的香港東涌世茂喜來登酒店、香港東涌世茂福朋喜來登酒店以及即將入伙的裕雅苑。另外，屋苑東邊的公屋迎東邨亦設有街市。

## 外部連結
- 東環第1期官方網站 （页面存档备份，存于）
- 東環第2期官方網站 （页面存档备份，存于）